# Pilares de Nacozari
Pilares de Nacozari, conocido también solo por Pilares, es un pueblo del municipio de Nacozari de García ubicado en el este del estado mexicano de Sonora, en la zona alta de la Sierra Madre Occidental. Es catalogado desde 1960 como pueblo fantasma por su despoblación en los años 1920, debido al cierre y mudanza de las compañías mineras que se encontraban aquí y que le dieron origen y fundación a la localidad en 1886, según los datos del Censo de Población y Vivienda realizado en 2010 por el Instituto Nacional de Estadística y Geografía (INEGI), éste tiene un total de sólo 7 habitantes.

## Geografía
Pilares se sitúa en las coordenadas geográficas 30°19′42″ de latitud norte y 109°37′45″ de longitud oeste del meridiano de Greenwich, a una elevación de 1434 metros sobre el nivel del mar.